# 포브스 글로벌 2000
포브스 글로벌 2000(Forbes Global 2000)은 포브스지가 출판하는, 세계 상위 2000개 공개 기업을 해마다 순위를 매긴 것이다. 글로벌 2000 연간 순위는 다음 4가지 조건의 측정에 따라 조합된다: 매출, 이익, 자산, 시가총액. 이 목록은 2003년부터 출판되고 있다.

## 나라별 목록
2022년 기준 포브스 2000 목록은 아래와 같다:
| 순위 | 국가                  | 기업 |
| ---- | --------------------- | ---- |
| 1    | 미국                  | 590  |
| 2    | 중국 (홍콩 제외)      | 297  |
| 3    | 일본                  | 196  |
| 4    | 프랑스 (DOM-TOM 포함) | 67   |
| 5    | 대한민국              | 65   |
| 6    | 영국 (해외 영토 포함) | 64   |
| 7    | 캐나다                | 58   |
| 8    | 인도                  | 55   |
| 9    | 홍콩                  | 54   |
| 10   | 독일                  | 52   |
| 11   | 중화민국              | 48   |
| 12   | 스위스                | 40   |
| 13   | 스웨덴                | 32   |
| 14   | 오스트레일리아        | 30   |
| 15   | 이탈리아              | 26   |
| 16   | 네덜란드              | 24   |
| 17   | 러시아                | 24   |
| 18   | 브라질                | 23   |
| 19   | 스페인                | 21   |
| 20   | 아일랜드              | 21   |

## 2022년 목록
2022년에 해당 방식으로 계산된 최대 10대 기업은 아래와 같다:
1. 버크셔 해서웨이
2. 중국공상은행
3. 사우디 아람코
4. JP모건 체이스
5. 중국건설은행
6. 아마존 (기업)
7. 애플
8. 중국농업은행
9. 뱅크 오브 아메리카
10. 토요타 자동차

## 2021년 목록
2021년에 해당 방식으로 계산된 최대 10대 기업은 아래와 같다.
1. 중국공상은행
2. JP모건 체이스
3. 버크셔 해서웨이
4. 중국건설은행
5. 사우디 아람코
6. 애플
7. 뱅크 오브 아메리카
8. 핑안보험
9. 중국농업은행
10. 아마존 (기업)

## 같이 보기
- 포춘 글로벌 500